# Pascal Blanc
Pascal Blanc ist eine autochthone Weißweinsorte aus der Provence in Frankreich. Die Sorte eignet sich hervorragend zum Anbau in ariden Gegenden mit fruchtbaren Böden. Im Weinbau spielt die Sorte jedoch keine Rolle mehr, da sie ausgesprochen anfällig gegen Rohfäule und dem Echten Mehltau ist. 
Zugelassen ist die Sorte in den Appellationen Cassis und Palette. Bis zum Jahr 2014 ist die Sorte auch noch in den Weinen der Appellation Côtes du Ventoux zugelassen. Sie ergibt relativ neutrale Weißweine und wird ausschließlich im Verschnitt mit anderen Sorten eingesetzt. Offiziell wurde eine bestockte Fläche von ca. einem Hektar gemeldet. Die Sorte wird zurzeit nicht neu angepflanzt.
Es gibt auch eine rote Rebsorte mit dem Namen Pascal Noir.
Siehe auch den Artikel Weinbau in Frankreich sowie die Liste von Rebsorten.

## Synonyme
Pascal blanc ist auch unter den Synonymen Brun Blanc, Jacobin violet, Ostertraube, Pascal, Pascaou Blanc, Plant Pascal und Plant Pascolu bekannt.